# Епитафи Димитријевићима на гробљу Врањача у Ртарима
Епитафи Димитријевићима на гробљу Врањача у Ртарима представљају значајна епиграфска и фамилијарна сведочанства преписана са старих надгробних споменика у доњодрагачевском селу Ртари, Oпштина Лучани.
Ртарски Димитријевићи воде порекло од Ивана Сјенића, ковача из Тијања. Иван се „призетио” у Ртаре 1854. године, оженивши се Јованом, женом покојног Сима Ковача, који је био „бивши маистор главни над много ковача од сваки гвоздени ствари”. Иван и Јована имали су петоро деце. Како су им деца умирала, Иван је усвојио синовца Млађена, од кога су потекли данашњи Димитријевићи.
Данас Димитријевићи живе у Ртарима и Чачку. Славе Никољдан.
Споменик Јелисавки Димитријевић (†1866)
ЈЕЛИСАВКА
кћи Ивана Димитријевића
умре од 6 г.
1866 г.

Споменик сину Ивана Димитријевића (†1874)
Ђак... (нечитљиво)
жалосни син Ивана Димитријевића
умро од 12 г.
26 јануара 1874 г

Споменик браћи Димитријевић - Богосаву (†1892) и Добросаву (†1886)
Приђите и прочитајте овај тужни спомен
и видите кога овде црна земља скрива
у 24 г млађаног живота
а на жалост своих родитеља супруге
и малог сина Милутина
БОГОСАВ Димитријевић из Ртара.
Престави се у вечност 9. фебр.1892. г.
Овај спомен студени камен свом јединцу Богосаву
и преупокојеном сину ДОБРОСАВУ
који је у сталном кадру
као војник 15 пуковске команде у Јагодини
умро 23 фебр. 1886 г.
Подигоше ожалошћени родитељи отац Иван
и мајка Јована

Споменик ћеркама Млађена Димитријевића
Овде почива
БОЖАНА и ВАСИЛИЈА
кћери Млађена Димитријевића …
(текст даље уништен)
Спомену их брат Миленко Димитријевић

Споменик Ивану Димитријевићу (†1898)
Овде почивају земни остатци
ИВАНА Димитријевића
Родом из Тијања
А житељ овог села Ртара
Бивши ковач и добар радник свог домазлука.
А од жалости за својим синовима ослаби здравље
и у 65 г. свога живота
престави се у вечност 28 септембра 1898.г.
Овај спомен подигоше му супруга Јована
и цењени синовац Млађен
и унук Милутин.
Обновише му од цењеног синовца Млађена
унук Миленко
и праунуци Драгиша и Љубиша Димитријевић
1970.Г.
на надгробној плочи:
ИВАН ДИМИТРИЈЕВИЋ

Споменик Винки Димитријевић (†1902)
Приђи ближе мили роде
и прочитај овај надгробни споменик
молим реци Бог да прости
ВИНКУ
супругу Млађена Димитријевића из Ртара,
која се престави у вечност 30 марта 1902 год.
у 28 години своје младости.
Овај спомен подиже јој њен муж Млађен
и син Гвозден

Споменик Јовани Димитријевић (†1904)
Овде почива раба Божија покојн.
ЈОВАНА
супруга поч. Ивана Димитријевића из Ртара
која поживи у својој старости 85.г.
а умрла је у чачанској болници
8. новембра 1904.г.
Овај споменик подиже јој синовац Млађен
и унук Милутин.
А обновише јој од синовца Млађена
унук Миленко
и праунуци Драгиша и Љубиша
Димитријевић
1970 г.

Споменик Драги Димитријевић (†1913)
Овде почива
ДРАГА
жена пок. Млађена Димитријевића из Ртара
која поживи 45 год.
Умрла 12 јуна 1913 год.
Бог да јој душу прости у вечности
Овај спомен подиже син Миленко
унуци Драгиша и Љубиша
и праунук Милутин Димитријевића
1970 г

Споменик Млађену Димитријевићу (†1913)
Овде почивају земни остатци
МЛАЂЕНА Димитријевића из Ртара
часног домаћина
поживи 51 г.
А умре 1913 год.
Бог да му душу прости у вечном дому.
Овај спомен подигоше му син Миленко
сна Јеленка
унук Драгиша
и праунук Милутин